# 牛蒡
牛蒡（学名：Arctium lappa）是菊科牛蒡属的植物。中国各地普遍分布。

## 名称
本种又名东洋参、东洋牛鞭菜、白肌人参、吳某、吳帽、夜叉頭、牛菜、鼠粘、蒡翁菜、便牽牛、蝙蝠刺、牛旁、便南牛。
果实别名恶实、大力子、黑風子、大牛子、鼠粘子、鼠尖子。

## 形态
二年生大型草本，肉质根；广卵形至心脏形叶子，背面密生白毛；头状花序簇生，具有先端呈钩刺状的总苞片，夏秋开紫红色管状花；长椭圆形或倒卵形瘦果，先端有刺毛一束。
- 花序
- 果实与种子标本

## 分布
分布于亚欧大陆、美洲大陆寒温带，生長于海拔750米至3,500米的地区，一般生于林缘、林中、灌木叢中、山谷、村庄路旁、山坡、河边潮湿地和荒地。

## 食用
牛蒡根部切塊后和排骨燉煮可成「牛蒡排骨湯」。

### 欧洲
在欧洲的中世纪，牛蒡曾被當成蔬菜食用，現已不再普遍。東歐和北歐等國還習慣使用其花部做成點心，亦加在茶中入味。

### 东亚

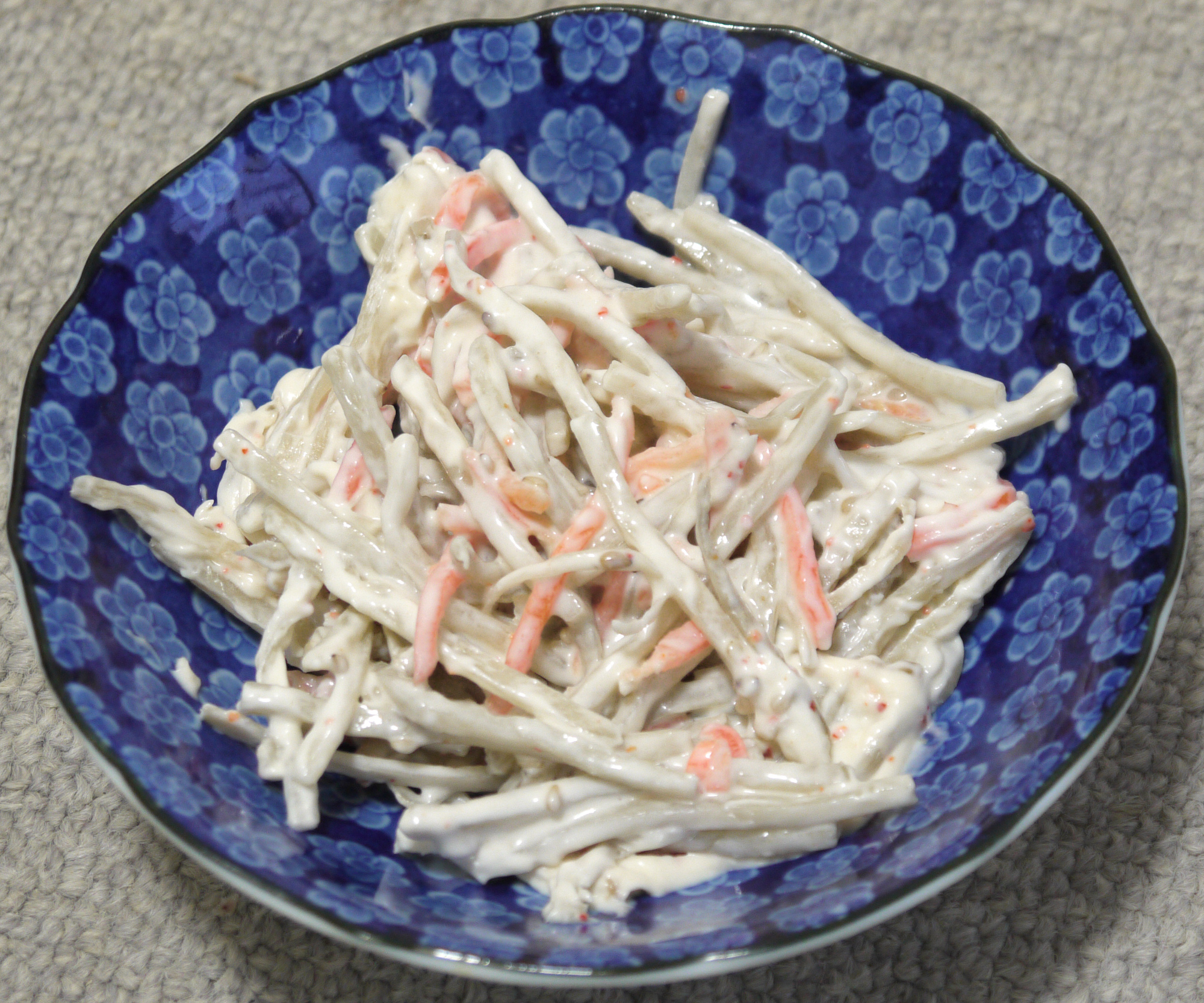
日本「牛蒡沙律」

牛蒡为日本人喜食，且在台湾也有人食用。台湾食用牛蒡主要是受到日治時期的影響。台湾本沒有牛蒡种植，但經由引進種植，在屏東縣屏東市的歸來地區（湖西里、湖南里、歸心里、頂柳里、頂宅里）栽培成功後，被列為當地名產之一。

### 第二次世界大战期间
日本在太平洋戰爭期間俘虜戰俘，因戰時糧食短缺，日軍強迫英美戰俘吃牛蒡，而英美戰俘在飲食文化上不知道牛蒡是一種食物而當作樹根吃而誤會為虐待戰俘，這件事件也被英美戰俘控告到國際法庭之上。

## 药用
- 辛微苦寒。入肺,胃經。

牛蒡的成熟果實（牛蒡子）是常用的中药。
牛蒡子性味辛苦寒，可疏散风热、透疹、消肿利咽，用于银翘散、牛蒡汤、透疹汤、瓜蒌牛蒡汤、普济消毒饮等方剂中。
可做為抗氧化劑。可藉由幫助控制細胞出現突變，進而抵抗癌症。協助過多的液體、尿酸及毒素排出體外。具有抗細菌及抗黴菌的特性。純化血液、恢復肝臟及膽囊的功能、刺激消化及免疫系統作用。幫助癤以及面皰這類的皮膚問題，可減輕痛風以及更年期的症狀。牛蒡根可以用來滋潤頭髮，以促進頭皮及頭髮的健康。
- 牛蒡子異名為鼠粘子、大力子。
- 東歐和北歐等國把牛蒡花做成洗发水和潤髮精等。

### 药用禁忌
氣虛便溏癰疽已潰忌用。

## 延伸阅读
[在维基数据编辑]
 《欽定古今圖書集成·博物彙編·草木典·牛蒡部》，出自陈梦雷《古今圖書集成》
 《植物名實圖考·惡實》，出自吳其濬《植物名實圖考》